# Miasta Mauretanii
Według danych oficjalnych pochodzących z 2005 roku Mauretania posiadała ponad 30 miast o ludności przekraczającej 10 tys. mieszkańców. Stolica kraju Nawakszut jako jedyne miasto liczyło ponad pół miliona mieszkańców; 3 miasta z ludnością 50÷100 tys.; 7 miast z ludnością 25÷50 tys. oraz reszta miast poniżej 25 tys. mieszkańców.

## Największe miasta w Mauretanii
Największe miasta w Mauretanii według liczebności mieszkańców (stan na 2005):
| L.p. | Miasto               | Region                       | Liczba ludności |
| ---- | -------------------- | ---------------------------- | --------------- |
| 1.   | Nawakszut (انواكشوط) | dystrykt stołeczny Nawakszut | 719 167         |
| 2.   | Nawazibu (انواديبو)  | Dachlat Nawazibu             | 89 772          |
| 3.   | Rosso (روصو)         | At-Tarariza                  | 59 592          |
| 4.   | Adl Bakru (عدل بكرو) | Haud asz-Szarki              | 58 429          |
| 5.   | Bughi (بوغي)         | Al-Barakina                  | 49 089          |
| 6.   | Kifa (كيفة)          | Al-Asaba                     | 40 281          |
| 7.   | Zuwirat (ازويرات)    | Tiris Zammur                 | 37 977          |
| 8.   | Kajhajdi (كيهيدي)    | Kurkul (region)              | 37 616          |
| 9.   | Abu Kadum (بوكادوم)  | Haud asz-Szarki              | 32 749          |
| 10.  | Bu Tilimit (بوتلميت) | At-Tarariza                  | 27 170          |

## Alfabetyczna lista miast w Mauretanii
(w nawiasie nazwa oryginalna w języku arabskim)
- Abu Kadum, fr. Boû Gâdoûm (بوكادوم)
- Adl Bakru, fr. Adel Bagrou (عدل بكرو)
- Akdżawadżat, fr. Akjoujt (اكجوجت)
- Al-Kusajba fr. Lexeiba (لقصيبه)
- Alak, fr. Aleg (آلاك)
- An-Nama, fr. Néma (النعمة)
- Asz-Szakka, fr. Chegga
- Atar (أطار)
- Audżift, fr. Aoujeft
- Bababi (بابابى)
- Barajna, fr. Bareina (برينة)
- Bir Umm Karajn, fr. Bir Moghreïn (بير مغرين)
- Bughi (بوغي)
- Bu Stejle, fr. Boû Steïlé (بوصطيلة)
- Bu Tilimit (بوتلميت)
- Diowol, fr. Djewol
- Fudajrik, fr. F'Dérick (افديرك)
- Guerou (كرو)
- Ghabu, fr. Ghabou
- Guraje, fr. Gouraye
- Hamud, fr. Hamoud
- Kajhajdi, fr. Kaédi (كيهيدي)
- Kankusa (كنكوصة)
- Kifa, fr. Kīfah (كيفة)
- Kubanni, fr. Koubenni (كوبني)
- Maghama
- Makta al-Hadżar, fr. Magta Lahjar (مقطع الحجار)
- Mal, fr. Mâl (مال)
- Mabut, fr. M'Bout
- Mudardara (المذرذرة)
- Nawakszut, fr. Nouakchott (انواكشوط)
- Nawazibu, fr. Nouadhibou' (انواديبو)
- N’Beika, fr. Nbeika (النبيكة)
- Rosso (روصو)
- Sankrafa fr. Sangrave (صنكرافة)
- Silibabi, fr. Sélibaby (سيلبابي)
- Sudud, fr. Soudoud
- Szakar, fr. Chagar (شكار)
- Szinkit, fr. Chinguetti (شنقيط)
- Szum, fr. Choum (شوم)
- Tamszikit, fr. Tamchekett (تامشكط)
- Tidżikdża, fr. Tidjikdja (تجكجة)
- Timbadgha, fr. Timbédra (تنبدغة)
- Tintan, fr. Tintane (الطينطان)
- Tiszit, fr. Tichitt (تيشيت)
- Ujun al-Atrus, fr. Ayoûn el-Atroûs (العيون)
- Voum Legleite
- Wadan, fr. Ouadane (وادان)
- Walata, fr. Oualata (ولاتة)
- Zuwirat, fr. Zouérat (ازويرات)